# Calathea loeseneri
Calathea loeseneri  es una especie fanerógama de la familia Marantaceae, nativa del norte de Sudamérica y  Brasil.   

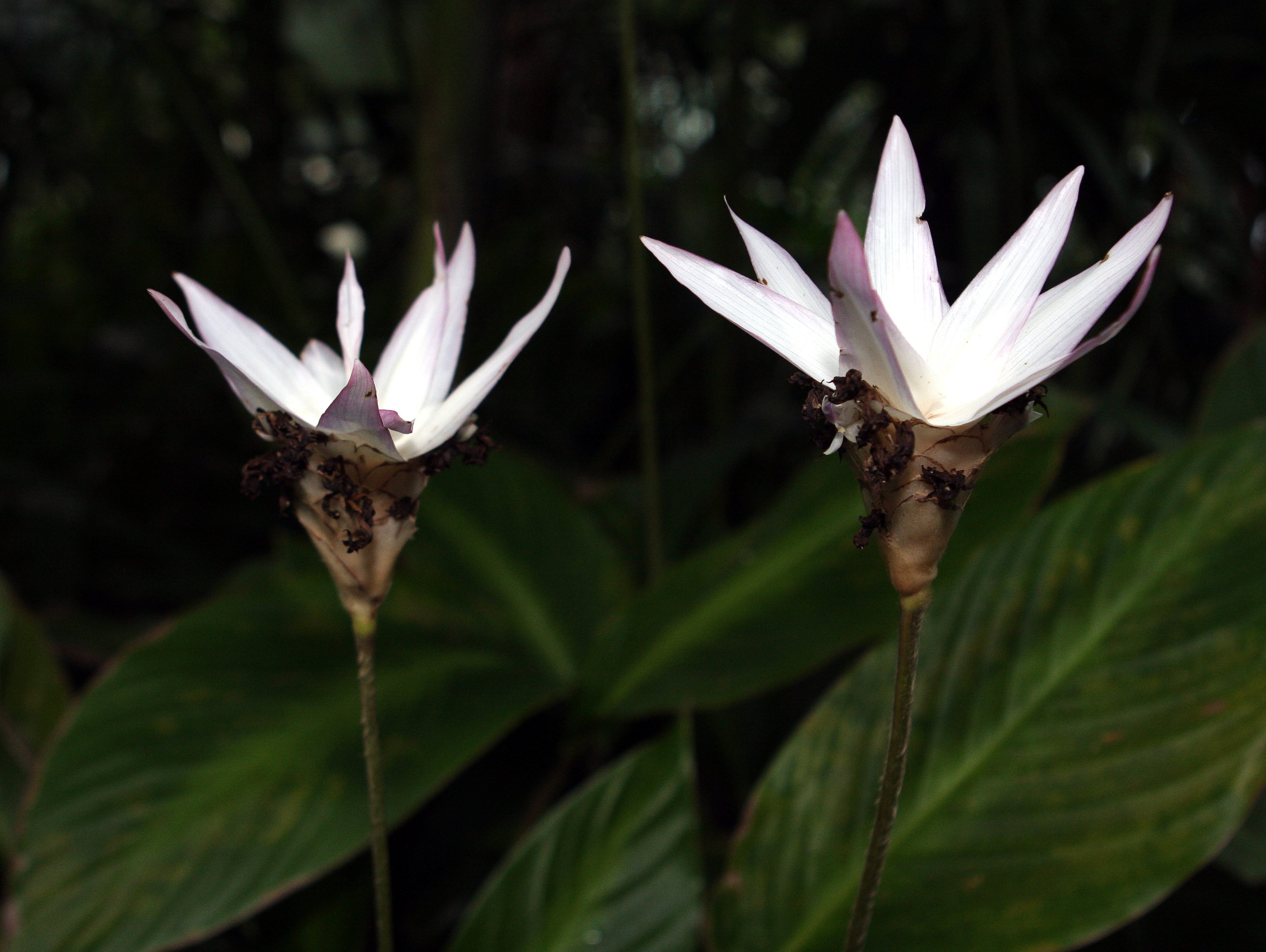
Flores

## Taxonomía
Calathea loeseneri fue descrita por James Francis Macbride y publicado en Publications of the Field Museum of Natural History, Botanical Series 11(2): 51. 1931.